# フランスのユーロ硬貨

ユーロのシンボル

フランスのユーロ硬貨（フランスのユーロこうか）では、フランスにおけるユーロ硬貨について記述する。
ユーロ (EUR, €) は、欧州連合に加盟しているフランスを含む多くの国で使われている通貨である。
ユーロ硬貨の片面はユーロ圏全域共通のデザイン、もう片面は各国の独自のデザインとなっている。各国共通の表面の詳細はユーロ硬貨を参照。2ユーロ硬貨以外の縁（へり）のデザインもまた、全域で共通である。独自デザインとされている裏面も、欧州連合を象徴する12個の星と発行年を西暦で表示することは共通である。
フランスのユーロ硬貨のデザインは3種類ある。1ユーロ硬貨と2ユーロ硬貨は、フランスの国土を象徴する六角形、生命と連続性と成長を象徴する木、フランスのモットーである"Liberté Égalité Fraternité"（自由、平等、友愛）の文字を組み合わせたもの。いずれのデザインにも、フランス語による国名 ("République Française") の略称であるRFの文字が入っている。
| € 0.01                                             | € 0.02 | € 0.05                                                                                |
|                                                    |        |                                                                                       |
| フランス共和国を象徴するマリアンヌの肖像画         |        |                                                                                       |
| € 0.10                                             | € 0.20 | € 0.50                                                                                |
|                                                    |        |                                                                                       |
| 種を蒔く人                                         |        |                                                                                       |
| € 1.00                                             | € 2.00 | € 2 の縁（へり）                                                                      |
|                                                    |        | € 2 硬貨の側面部には、数字の"2"と2つの星印が6回繰り返し刻印されている。星は合計12個。 |
| 木と六角形とフランスのモットー『自由、平等、友愛』 |        |                                                                                       |